# The Lighthouse (Glasgow)
 (juin 2020).
Si vous disposez d'ouvrages ou d'articles de référence ou si vous connaissez des sites web de qualité traitant du thème abordé ici, merci de compléter l'article en donnant les références utiles à sa vérifiabilité et en les liant à la section « Notes et références ».
Pour les articles homonymes, voir The Lighthouse.
The Lighthouse (« Le phare ») est un centre culturel et musée écossais consacré au design et l'architecture. Situé à Glasgow, il a été ouvert dans le cadre du statut de Glasgow en tant que « Cité de l'architecture et du design en Grande-Bretagne » en 1999.
Le phare est issue de la conversion des anciens bureaux du journal Glasgow Herald. Achevé en 1895, il a été conçu par l'architecte Charles Rennie Mackintosh et est un bâtiment classé.

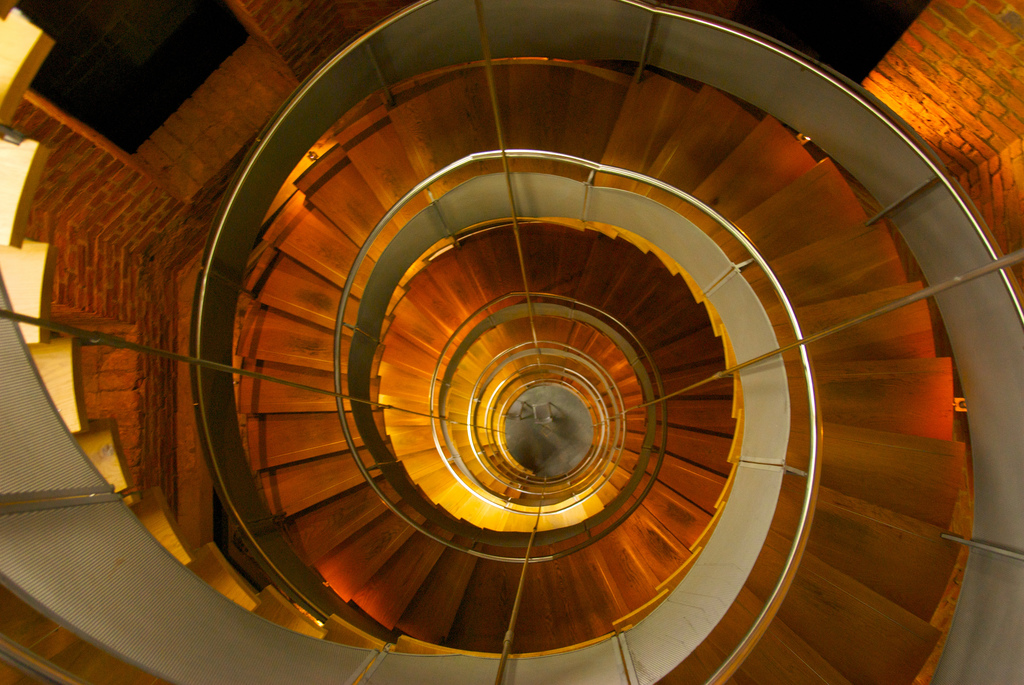
L'escalier du Lighthouse.
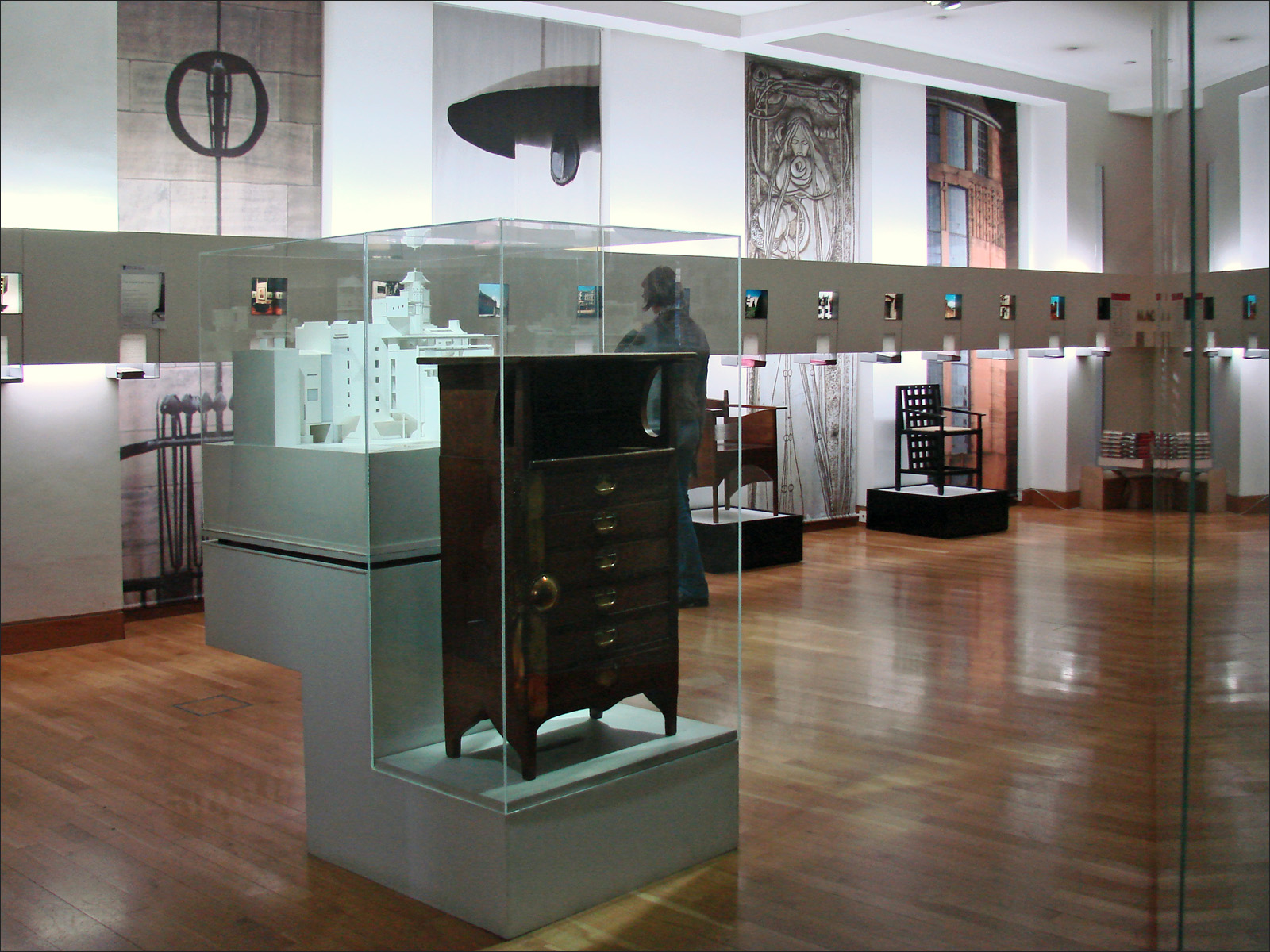
Exposition au Lighthouse.
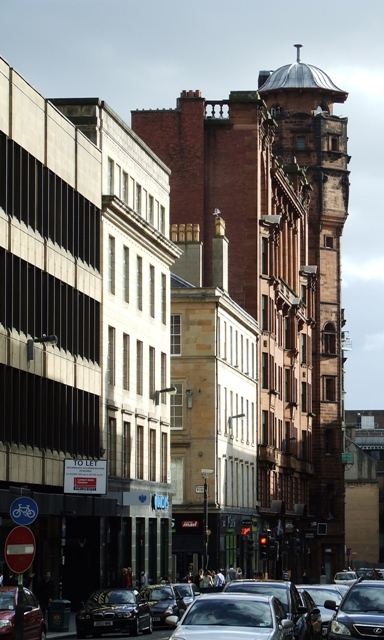
The Lighthouse.